# Csendes-óceáni valutaközösségi frank
A csendes-óceáni valutaközösségi frank korábban a francia frankhoz, ma az euróhoz kötött árfolyamú pénznem. Franciaország Csendes-óceáni exklávé területei használják, mivel még azok nem vezették be az eurót. Nem teljesen független pénznem, az egykori francia frank egyik típusa.

## Érmék

### 1992-es sorozat
| Kép | Névrték   | átmérő  | tömeg | összetétel           | visszavonás      |
| --- | --------- | ------- | ----- | -------------------- | ---------------- |
|     | 1 frank   | 23 mm   | 1,3 g | alumínium, magnézium | 2023. január 31. |
|     | 2 frank   | 27 mm   | 2,2 g | alumínium, magnézium | 2023. január 31. |
|     | 5 frank   | 31 mm   | 3,5 g | alumínium, magnézium | 2023. január 31. |
|     | 10 frank  | 24 mm   | 6 g   | nikkel               | 2023. január 31. |
|     | 20 frank  | 28,5 mm | 10 g  | nikkel               | 2023. január 31. |
|     | 50 frank  | 33 mm   | 15 g  | nikkel               | 2023. január 31. |
|     | 100 frank | 30 mm   | 10 g  | nikkel, alumínium    | 2023. január 31. |

### 2021-es sorozat
| Kép    | Kép    | Névérték  | Műszaki paraméterek | Műszaki paraméterek | Műszaki paraméterek | Műszaki paraméterek                         | Leírás             | Leírás   | Leírás                          | Dátumok    | Dátumok     |
| Előlap | Hátlap | Névérték  | Átmérő              | Vastagság           | Tömeg               | Összetétel                                  | Perem              | Előlap   | Hátlap                          | Kibocsátás | Visszavonás |
| ------ | ------ | --------- | ------------------- | ------------------- | ------------------- | ------------------------------------------- | ------------------ | -------- | ------------------------------- | ---------- | ----------- |
|        |        | 5 frank   | 21 mm               | 1,9 mm              | 4,8 g               | rozsdamentes acél                           | sima               | névérték | fenyők                          | 2021       | forgalomban |
|        |        | 10 frank  | 23 mm               | 1,7 mm              | 5,6 g               | réz-nikkel                                  | recés              | névérték | fehér csér, rája, osztriga      | 2021       | forgalomban |
|        |        | 20 frank  | 26 mm               | 1,7 mm              | 7,1 g               | réz-nikkel                                  | recés              | névérték | halak, teknősök                 | 2021       | forgalomban |
|        |        | 50 frank  | 24 mm               | 2 mm                | 6,6 g               | réz-nikkel-alumínium                        | sima               | névérték | Kaledón szarvaspapagáj          | 2021       | forgalomban |
|        |        | 100 frank | 27 mm               | 2 mm                | 8,3 g               | réz-nikkel-alumínium                        | recés              | névérték | polinéz kunyhó, polinéz tárgyak | 2021       | forgalomban |
|        |        | 200 frank | 25 mm               | 2,3 mm              | 8,5 g               | gyűrű: réz-nikkel mag: réz-nikkel-alumínium | polinéz hangszerek | névérték |                                 | 2021       | forgalomban |

## Bankjegyek

### 1967-es sorozat
1967-ben bocsátották ki a bankjegyeket:
| Kép | Névérték     | méret       | szín         |
| --- | ------------ | ----------- | ------------ |
|     | 500 frank    | 150 x 80 mm | kék          |
|     | 1000 frank   | 160 x 85 mm | vörös        |
|     | 5000 frank   | 172 x 92 mm | zöld         |
|     | 10 000 frank | 172 x 92 mm | narancssárga |

### 2014-es sorozat
2012. május 31-én a Banque de France és az Institut d’Emission d’Outre-Mer (IEOM) vezetője tárgyalt arról többek között, hogy 2014 végén vezetnék be az új bankjegyeket, kiegészítve a 20 000 frankossal. Az új bankjegyeket Új-Kaledónia mellett Tahiti és Wallis és Futuna is használni fogja. 2013 októberében bejelentették, hogy 2014. január 20-án bocsátották ki az új bankjegysorozatot. A régi és új sorozatot párhuzamosan volt forgalomban 2014. szeptemberéig.
| Kép      | Kép      | Névérték     | Méret       | Szín  | Leírás                            | Leírás                                          | Dátumok   | Dátumok          | Dátumok     | Dátumok |
| Előoldal | Hátoldal | Névérték     | Méret       | Szín  | Előoldal                          | Hátoldal                                        | nyomtatás | kibocsátás       | visszavonás |         |
| -------- | -------- | ------------ | ----------- | ----- | --------------------------------- | ----------------------------------------------- | --------- | ---------------- | ----------- | ------- |
|          |          | 500 frank    | 120 x 66 mm | zöld  | papaja gyümölcs                   | Tiaré virág (Gardenia taitensis)                | 2013      | 2014. január 20. | forgalomban |         |
|          |          | 1000 frank   | 126 x 66 mm | barna | agancsos papagáj, teknős          | agancsos papagáj, kagu                          | 2013      | 2014. január 20. | forgalomban |         |
|          |          | 5 000 frank  | 132 x 73 mm | kék   | Heniochus acuminatus korall halak | napóleonhal (Cheilinus undulatus)               | 2013      | 2014. január 20. | forgalomban |         |
|          |          | 10 000 frank | 138 x 73 mm | vörös | ház pálmafákkal                   | Jean-Marie Tjibaou Kulturális Központ Nouméában | 2013      | 2014. január 20. | forgalomban |         |